# ریکی (فیلم ۲۰۰۹)
ریکی (انگلیسی: Ricky) فیلمی در ژانر فانتزی، درام، و کمدی به کارگردانی فرانسوا اوزون است که در سال ۲۰۰۹ منتشر شد. از بازیگران آن می‌توان به سرژی لوپس، الکساندرا لامی، و آندره ویلم اشاره کرد.